# قلعه مافوشاد
قلعه مافوشاد(به انگلیسی Qala-e Mafushad) شرقی‌ترین روستای افغانستان در نزدیکی مرز چین است. مردم این روستا عموما قرقیزستانی هستند و روستا در پامیر کوچک در شرق دریاچه چاک‌ماکتین در واخان قرار گرفته‌است. به دلیل موقعیت مساعد جغرافیایی آن، به عنوان پایانه دهلیز ریلی آینده (کریدور ۶) نقشه ملی راه‌آهن افغانستان پیشنهاد شده‌است که امکان انتقال کالا از طریق آن به سین کیانگ را فراهم می‌کند.